# 中村竹蔵
中村 竹蔵（なかむら たけぞう、明治2年3月25日（1869年5月6日） - 1945年（昭和20年）2月2日）は、日本の検事。

## 経歴
東京府出身。1892年（明治26年）、東京帝国大学法科大学を卒業し、司法官試補となる。東京区裁判所判事、函館地方裁判所判事、函館控訴院検事、東京地方裁判所検事、名古屋地方裁判所検事、東京控訴院検事、函館地方裁判所検事正を歴任した。1907年（明治40年）、統監府判事に転じ、京城地方裁判所長となり、さらに朝鮮総督府検事となり、京城控訴院検事長、京城覆審法院検事長を経て、1920年（大正9年）に高等法院検事長に就任した。
1945年（昭和20年）2月2日、東京都世田谷区の自宅で死去、75歳。

## 親族
- 山下謙一 - 長女の夫[4]。徳島県知事・熊本県知事。